# Qwant
Qwant é um motor de busca desenvolvido pela empresa francesa de mesmo nome, que se anuncia com uma forte política de privacidade.

## Motor de busca

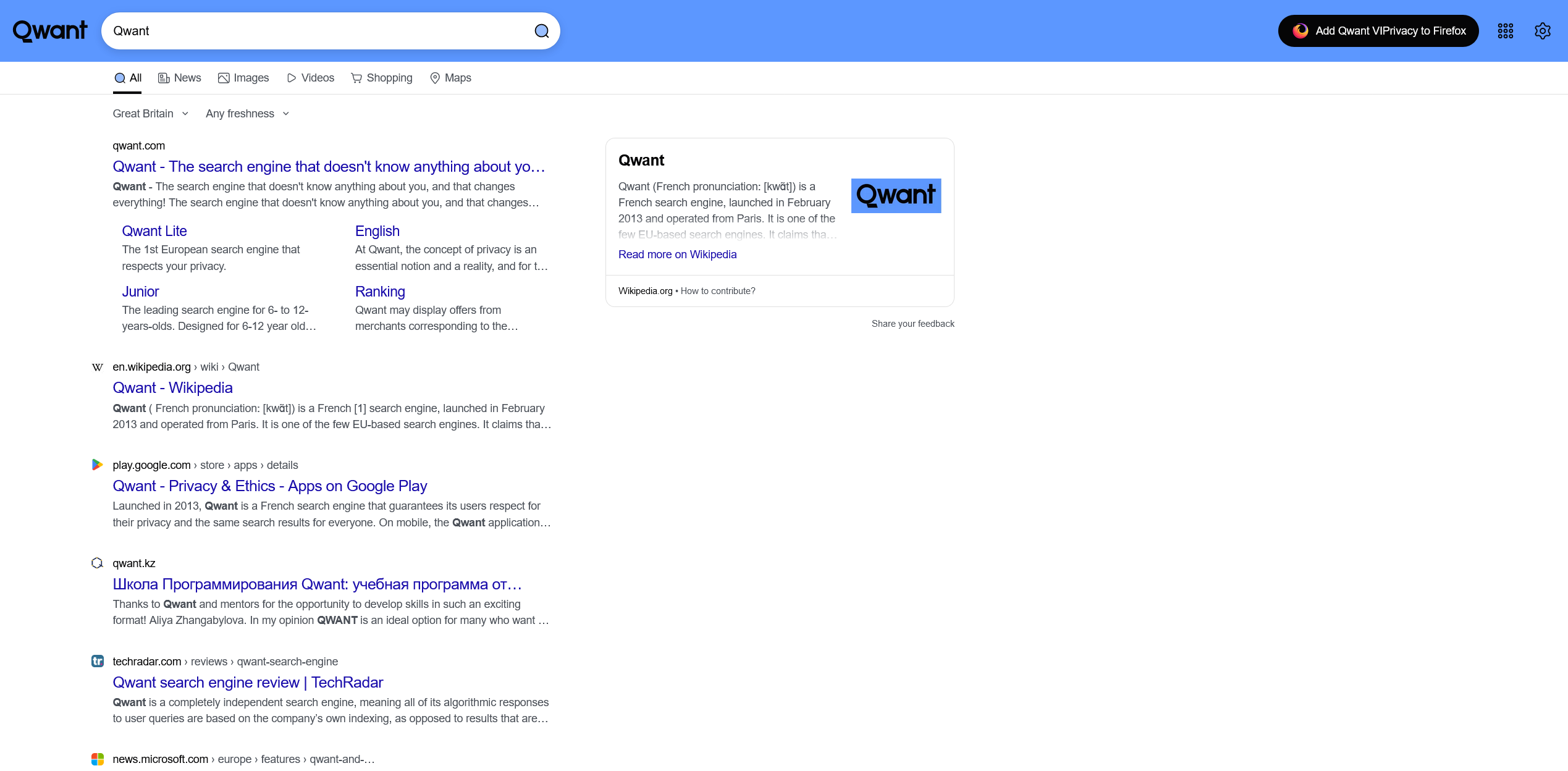
Imagem do site Qwant,com acesso à página de buscas.

A página de resultados no Qwant é dividida em várias colunas. Além da clássica busca pela Web, são apresentadas as categorias Novidades, para informação de sítios de notícias e sociais, para informações da Wikipédia ou de redes sociais como Facebook, Twitter e Tumblr. Na faixa superior, exibe-se uma lista de imagens e vídeos.

## Proteção de dados
Caso o usuário deseje resultados personalizados, ele pode criar uma conta. Os dados pessoais são processadas em centros de dados localizados na União Europeia. 